# 2000年シドニーオリンピックのグレナダ選手団
2000年シドニーオリンピックのグレナダ選手団（2000ねんシドニーオリンピックのグレナダせんしゅだん）は、2000年9月15日から10月1日にかけてオーストラリアのシドニーで開催された2000年シドニーオリンピックのグレナダ選手団、およびその競技結果。

## 種目別選手・スタッフ名簿及び成績
Grenada at the 2000 Sydney Summer Games